# Carrie Mae Weems
Carrie Mae Weems (* 20. dubna 1953 Portland) je vlivná afroamerická umělkyně známá svým multidisciplinárním přístupem k umění. Kromě fotografie se zaměřuje také na práci s textem, textilem, zvukem, digitálními obrazy a videoinstalacemi. Její fotografie, filmy a videa se věnují závažným problémům, kterým čelí současní Afroameričané, včetně rasismu, sexismu a osobní identity. Zabývá se uměleckou tvorbou, která se vyjadřuje ke společenským zkušenostem barevných lidí, zejména černošek, v USA. Do svých děl často vkládá sebe samu, čímž ztělesňuje a připomíná černošské ženské téma.
Weems studovala nejprve tanec a fotografii a v polovině osmdesátých let 20. století se zapsala na studium folkloristiky na Kalifornské univerzitě v Berkeley. Na počátku 90. let nafotila kolekci Kitchen Table (Kuchyňský stůl), která ji proslavila. V roce 2014 měla jako první americká umělkyně černé pleti retrospektivní výstavu v newyorském Guggenheimově muzeu. Získala řadu ocenění, grantů a stipendií a v roce 2023 se stala první černoškou, která získala Hasselbladovu cenu. Její díla jsou mimo jiné ve sbírkách Metropolitního muzea umění v New Yorku, Muzea výtvarných umění v Houstonu, Muzea moderního umění v New Yorku, Muzea současného umění v Los Angeles a Tate Modern v Londýně.

## Biografie

### Mládí a studia (1953–1980)
Carrie Mae Weems se narodila v roce 1953 v Portlandu ve státě Oregon jako druhé ze sedmi dětí. V roce 1965 se začala věnovat tanci a pouličnímu divadlu. Už jako čtrnáctiletá dívka věděla, že chce žít v New Yorku a že svou životní náplň najde ve světě umění. Věděla, že se stane umělkyní, ale nevěděla jakou.
V sedmnácti letech se odstěhovala od rodičů a přestěhovala se do San Francisca, kde studovala moderní tanec u Anny Halprin. V uměleckém vzdělávání pokračovala studiem na Kalifornském institutu umění v Los Angeles, kde ve svých 28 letech obdržela bakalářský titul. Magisterský titul získala v roce 1984 na Kalifornské univerzitě v San Diegu a poté absolvovala studium folkloristiky na Kalifornské univerzitě v Berkeley (1984–1987).
Kolem svých dvaceti let byla politicky aktivní v dělnickém hnutí jako odborová funkcionářka. Její první fotoaparát, který dostala od přítele k 21. narozeninám, sloužil nejprve k dokumentaci odborářské práce a teprve později k uměleckým účelům. K fotografování ji inspirovala kniha The Black Photographers Annual, která obsahovala snímky afroamerických fotografů, jako byli Shawn Walker, Beuford Smith, Anthony Barboza, Ming Smith, Adger Cowans a Roy DeCarava. Zájem o fotografii ji přivedl do New Yorku do Studia Museum v Harlemu, kde se setkávala s dalšími umělci a fotografy, jako byli Coreen Simpson a Frank Stewart. V roce 1976 absolvovala ve studiu kurz fotografie, který vedl Dawoud Bey, a přitom si vydělávala jako asistentka Anthonyho Barbozy. Poté se vrátila do San Franciska, ale zároveň učila ve Studiu Museum a komunitě fotografů v New Yorku. Od osmdesátých let 20. století se díla Carrie Mae Weems objevují po celém světě, svým poetickým a originálním přístupem k vyprávění inspirovala celou další generaci umělců. Je známá svým multidisciplinárním přístupem k umění, pracuje také s textem, textilem, zvukem, digitálními obrazy a videoinstalacemi.

### 1980–2000
Její práce je často kritická vůči sociálním nerovnostem a stereotypům. Weems uvedla, že se v průběhu 80. let odvracela od žánru dokumentární fotografie a místo toho vytvářela snímky, které vypadaly jako dokumenty, ale ve skutečnosti byly naaranžované, a také začala pracovat s textem a používat vícenásobné obrazy, diptychy a triptychy a tvořila příběhy.
V roce 1983 dokončila svou první sbírku fotografií, textu a mluveného slova nazvanou Family Pictures and Stories (Rodinné obrázky a příběhy). Snímky vyprávěly příběh její rodiny a Weems uvedla, že se v tomto projektu snažila zmapovat stěhování černošských rodin z amerického jihu na sever a svou rodinu použila jako model pro obecné téma. Další sérii nazvanou Ain't Jokin' (Nežertuju) dokončila v roce 1988. Zaměřovala se na rasistické vtipy a rasismus. Série nazvaná American Icons (Americké ikony, 1989) se rovněž zaměřila na rasismus.
Harvardova univerzita a Wellesley College poskytly Weems stipendia, rezidenční pobyty pro umělce a pozice hostujícího profesora. Koncem osmdesátých let 20. století vyučovala fotografii na Hampshire College. Dalším ústředním bodem pro ni byl sexismus. V kultovní sérii Kitchen Table (Kuchyňský stůl, 1989-1990) buduje emocionálně složitá vyprávění prostřednictvím jednoduše naaranžovaných černobílých fotografií, v nichž se staví do role milenky, přítelkyně, matky a osamělé ženy. Kolekce zobrazuje výjevy, které jsou univerzální a zároveň specifické pro život černochů.
O sbírkách Kitchen Table a Family Pictures and Stories Weems uvedla: „Používám svůj vlastní vytvořený obraz jako prostředek ke zpochybnění představ o roli tradice, povaze rodiny, monogamii, polygamii, vztazích mezi muži a ženami, mezi ženami a jejich dětmi a mezi ženami a jinými ženami, zdůrazňuji kritické problémy a možnosti jejich řešení.“ Vyjádřila také znepokojení nad vyloučením obrazů černošské komunity, zejména černošských žen, ze sdělovacích prostředků a snažila se tyto vyloučené subjekty reprezentovat a oslovovat svou tvorbou.
Kolekce 22 Million Very Tired and Very Angry People (22 milionů velmi unavených a velmi naštvaných lidí, 1989-1990) představuje fotografie obyčejných lidí a poukazuje na jejich použití jako nástroje revoluce. Spojením s textovými bannery tištěnými sítotiskem dílo poukazuje na sílu kolektivní akce. V sérii From Here I Saw What Happened and I Cried (Odtud jsem viděl, co se stalo, a plakal jsem, 1995-96) Weems shromáždila z muzejních a univerzitních archivů fotografie zotročených mužů a žen a dalších černochů. Spojením těchto snímků se silnými texty odhaluje roli, kterou fotografie hrála při podpoře a formování rasismu.
Po své první návštěvě Afriky vytvořila v roce 1993 soubor Africa Series (Africká série) a propojila fotografie afrických architektonických staveb s příběhem popisujícím počátky života. V kolekci The Hampton Project (2000) zobrazila na zvětšených fotografiích původní obyvatele Ameriky „před“ a „po“ a zdokumentovala, jak se jejich tradiční vzhled a oděv proměnil vlivem bělochů. Vyvolává tak závažné otázky týkající se asimilace a odlišnosti.

### Po roce 2000
Weems je i nadále aktivní v uměleckém světě a kromě své sólové tvorby vedla kolektivní veřejné umělecké projekty a multidisciplinární představení. Spojila aktivisty, umělce, hudebníky, básníky, teoretiky a spisovatele a svolala akce jako Past Tense/Future Perfect v Guggenheimově muzeu a The Shape of Things v Park Avenue Armory. Verze The Shape of Things později putovala do LUMA Arles ve Francii.
V sérii velkoformátových fotografií Roaming (Putování, 2006) pořízených v Itálii stojí umělkyně oblečená v černém a otočená k budovám zády k objektivu a dívá se na starý svět. Patří k němu nebo je vetřelec? Jako slavnostní múza, jako by se ptala: Kdo píše historii? Kdo ji přepisuje a kde a jaké je v ní naše místo? V roce 2008 se ve svém projektu Constructing History: A Requiem to Mark the Moment (Tvorba dějin: rekviem na památku doby) na Savannah College of Art and Design v Atlantě vrátila k tanci. Se studenty a členy komunity spolupracovala na rekonstrukci doby společenských otřesů z šedesátých let 20. století a zásadních událostí hnutí za občanská práva.
Její kolekce Slow Fade to Black (Pomalé zčernání, 2010) zkoumá ztracený obraz a paměť afroamerických baviček, zpěvaček, tanečnic a hereček z dvacátého století. Soubor fotografií představuje řadu významných afroamerických umělkyň z minulého století, například Josephine Baker, Marian Anderson a Billie Holiday, které se vytratily z naší kolektivní paměti. Rozmazané obrazy umělkyň slouží jako metafora pokračujícího boje afroamerických umělkyň o to, aby zůstaly viditelné a aktuální.
Projekt Grace Notes: Reflections for Now (Poznámky o milosti: úvahy pro současnost, 2016) je multimediální představení, v němž se mísí hudba, mluvené slovo, tanec a video a zkoumá roli milosti v úsilí o demokracii. Weems je jednou ze šesti kurátorů z řad umělců, kteří vybírali umělecká díla pro výstavu v Guggenheimově muzeu v letech 2019–2020. Je rezidenční umělkyní na Syracuse University.
Pro sezónu 2020/2021 ve Vídeňské státní opeře navrhla velkoformátový obraz (176 m²) Queen B jako součást výstavní série Safety Curtain. V roce 2020 režírovala krátký film The Baptism, který vznikl na objednávku Lincolnova centra a který spojuje obrazy přírody, protestu a každodenního života s básní Carla Hancocka Ruxe na počest zesnulých aktivistů Johna Lewise a C. T. Viviana.
Díla Carrie Mae Weems jsou mimo jiné ve sbírkách Metropolitního muzea umění v New Yorku, Muzea výtvarných umění v Houstonu, Muzea moderního umění v New Yorku, Muzea současného umění v Los Angeles a Tate Modern v Londýně.

### Osobní život
Dcera Faith se narodila, když bylo Weems 16 let a vychovávali ji převážně její teta a strýc. S manželem Jeffreym Hoonem žije v Syracuse ve státě New York.

## Výstavy
První ucelená retrospektiva věnovaná třiceti letům jejího díla Carrie Mae Weems: Three Decades of Photography and Video proběhla v září 2012 v Nashvillu ve státě Tennessee. Výstava později putovala do Portlandu a Clevelandu. V roce 2014 měla jako první americká umělkyně černé pleti retrospektivní výstavu v newyorském Guggenheimově muzeu.
Vystavovala mimo jiné také v Metropolitním muzeu umění v New Yorku, Centru výtvarného umění Iris & B. Geralda Cantora na Stanfordově univerzitě, Centro Andaluz de Arte Contemporáneo v Seville a v Barceloně, v Barbican Art Gallery v Londýně, ve Württembergischer Kunstverein Stuttgart (WKV) v Německu a Kunstmuseu Basel ve Švýcarsku.

## Ocenění
Získala řadu ocenění, grantů a stipendií a v roce 2023 se stala první černoškou, která obdržela Hasselbladovu cenu. Mezi další ocenění patří Cena Bernda a Hilly Becherových, MacArthurův grant Genius, Medaile za umění udělovaná Ministerstvem zahraničí USA, stipendium Joseph Hazen Rome Prize udělované Americkou akademií v Římě, Cena Louise Comfort Tiffanyho a Cena za celoživotní dílo udělovaná Congressional Black Caucus Foundation.
- 2006: Římská cena[14]
- 2007: Anonymous Was A Woman Award[15]
- 2013: Congressional Black Caucus Foundation's Lifetime Achievement Award[16]
- 2013: MacArthur Fellow, "Genius" Award[17]
- 2014: BET Visual Arts Award[18]
- 2014: Lucie Awards[19]
- 2015: ICP Spotlights Award, International Center of Photography.[20]
- 2015: Ford Foundation Art of Change Fellow[21]
- 2015: W. E. B. Du Bois Medal, Harvardova univerzita[22]
- 2016: National Artist Award, Anderson Ranch Arts Center[23]
- 2017: Čestný doktorát Syracuské univerzity[24]
- 2017: Inga Maren Otto Fellowship, The Watermill Center[25]
- 2019: Členství Honorary Fellowship Královské fotografické společnosti, Bristol[26]
- 2020: Induction into the International Photography Hall of Fame and Museum[27]
- 2023: Hasselblad Award[28]

## Publikace
- Carrie Mae Weems: The Museum of Modern Art (N.Y.),[29] 1995.
- Carrie Mae Weems : Image Maker,[30] 1995.
- Carrie Mae Weems : Recent Work, 1992–1998,[31] 1998.
- Carrie Mae Weems: In Louisiana Project,[32] 2004.
- Carrie Mae Weems: Constructing History,[33] 2008.
- Carrie Mae Weems : Social Studies,[34] 2010.
- Carrie Mae Weems: Three Decades of Photography and Video,[35] 2012.
- Carrie Mae Weems, Yale University Press, 2012.[36] První velký přehled kariéry Weemsové a kromě více než 200 děl obsahuje sbírku esejů od vědců.[37]
- Carrie Mae Weems: Kitchen Table Series,[38] 2016.